# Carena de Biguetes
La Carena de Biguetes és una formació muntanyosa del terme municipal de Granera, al Moianès.

La Carena de Biguetes, respecte del terme de Granera

Està situada a la part central-occidental del terme, a llevant i ponent de la masia de Biguetes i al sud-oest del Barri de l'Església. Per aquesta carena discorre la carretera local de Granera a Sant Llorenç Savall. Pel seu vessant septentrional discorre el torrent de Cal Cintet i pel meridional, el Xaragall de Biguetes.